# Аспасий
Аспасий (др.-греч. Ασπασιος; ок. 100 г. — 150 г.) — греческий философ-перипатетик. Боэций, который часто ссылается на его сочинения, говорит, что Аспасий написал комментарии к большинству трудов Аристотеля. Особенно  упоминаются комментарии к сочинениям: Об истолковании, Физика, Метафизика, Категории и Никомахова этика. Часть комментариев к Никомаховой этике (книги 1,2,4,7 и 8) сохранились. Они известны как самые ранние комментарии сочинений Аристотеля. Порфирий утверждает, что Аспасий также писал комментарии Платона, следовательно, его комментарии Аристотеля использовались в школе Плотина.

## Сочинения
Издание в серии «Commentaria in Aristotelem Graeca»
- Аспасий, комментарий к «Никомаховой этике» Аристотеля.
  - текст: CAG. Vol. 19 pt. 1 / Heylbut, G. (ed.)., 1888.